# Lithobius hummeli
Lithobius hummeli är en mångfotingart som beskrevs av Karl Wilhelm Verhoeff 1933. Lithobius hummeli ingår i släktet Lithobius och familjen stenkrypare. Inga underarter finns listade i Catalogue of Life.